# Krubera
Krubera es un género de plantas herbáceas perteneciente a la familia de las apiáceas.Comprende 3 especies descritas y de estas, 3 en discusión.

## Taxonomía
El género fue descrito por Georg Franz Hoffmann y publicado en Genera Plantarum Umbelliferarum xxiv, 103. 1814. La especie tipo es: Krubera peregrina Lowe	

## Especies
A continuación se brinda un listado de las especies del género Krubera descritas hasta julio de 2013, ordenadas alfabéticamente. Para cada una se indica el nombre binomial seguido del autor, abreviado según las convenciones y usos.
- Krubera caffra Eckl. & Zeyh.
- Krubera leptophylla Hoffm.
- Krubera peregrina Lowe